# Państwowa Komunikacja Samochodowa

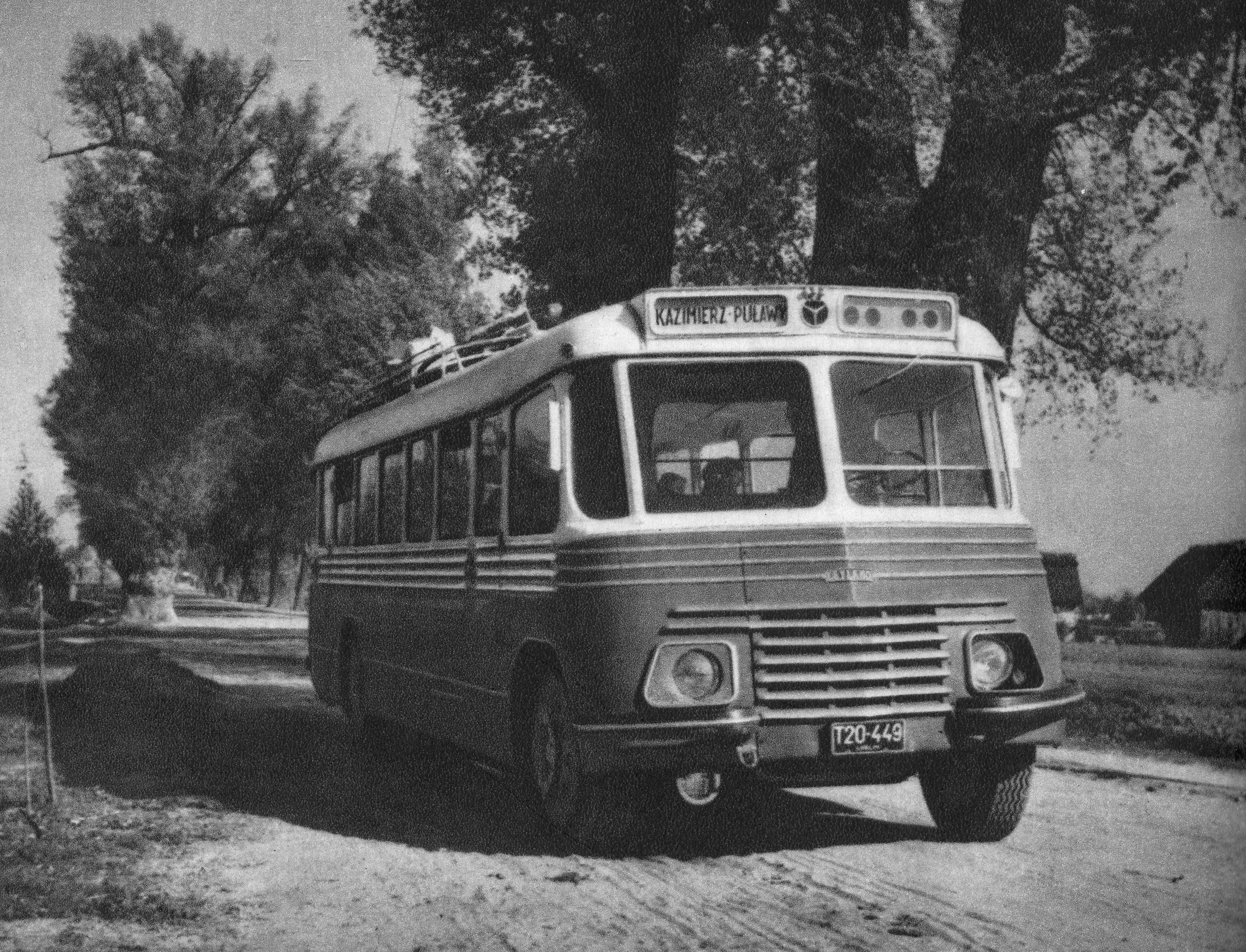
Autobus PKS na trasie Kazimierz Dolny – Puławy, początek lat. 50.

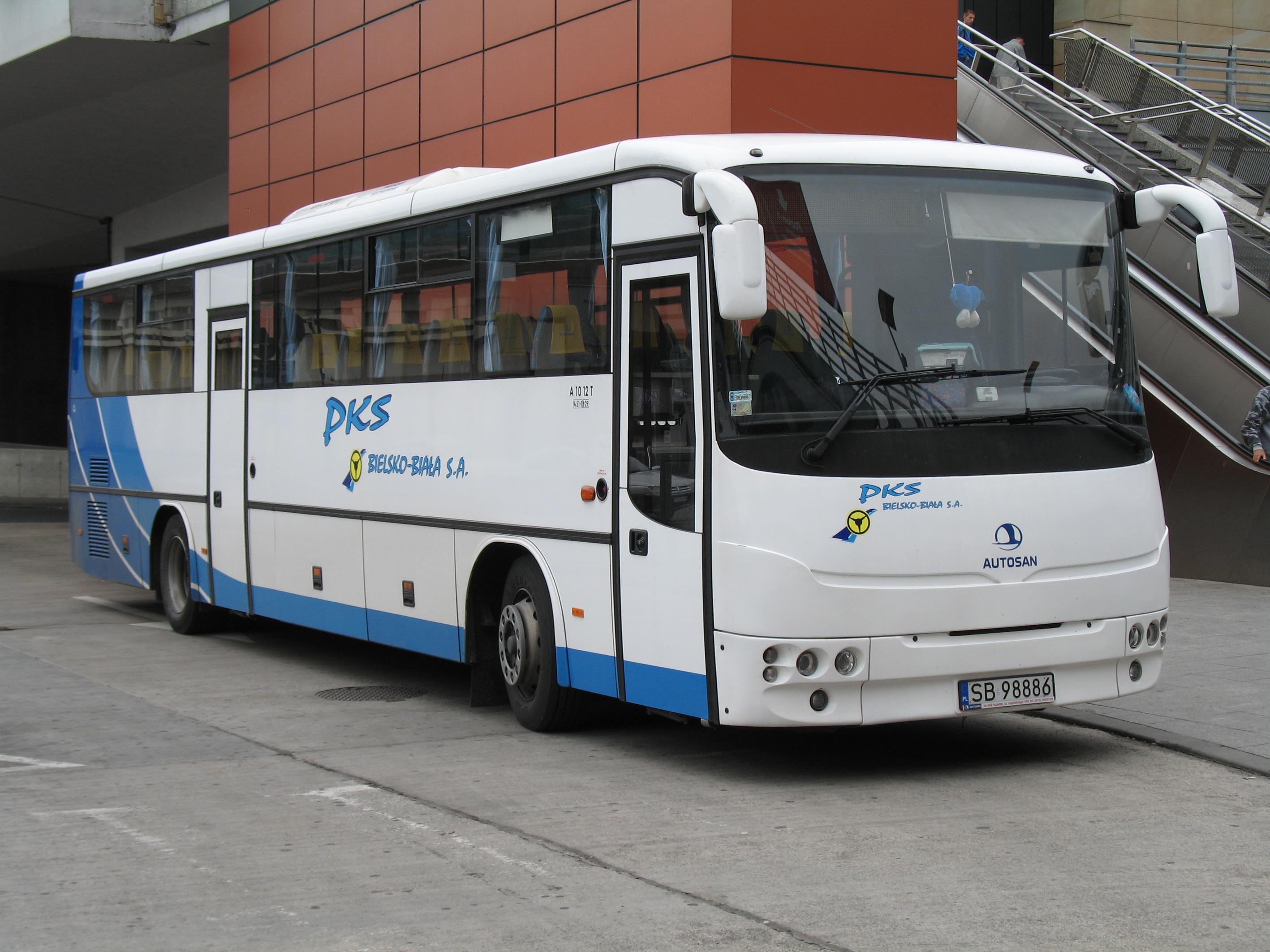
Autobus Autosan A1012T z PKS Bielsko-Biała

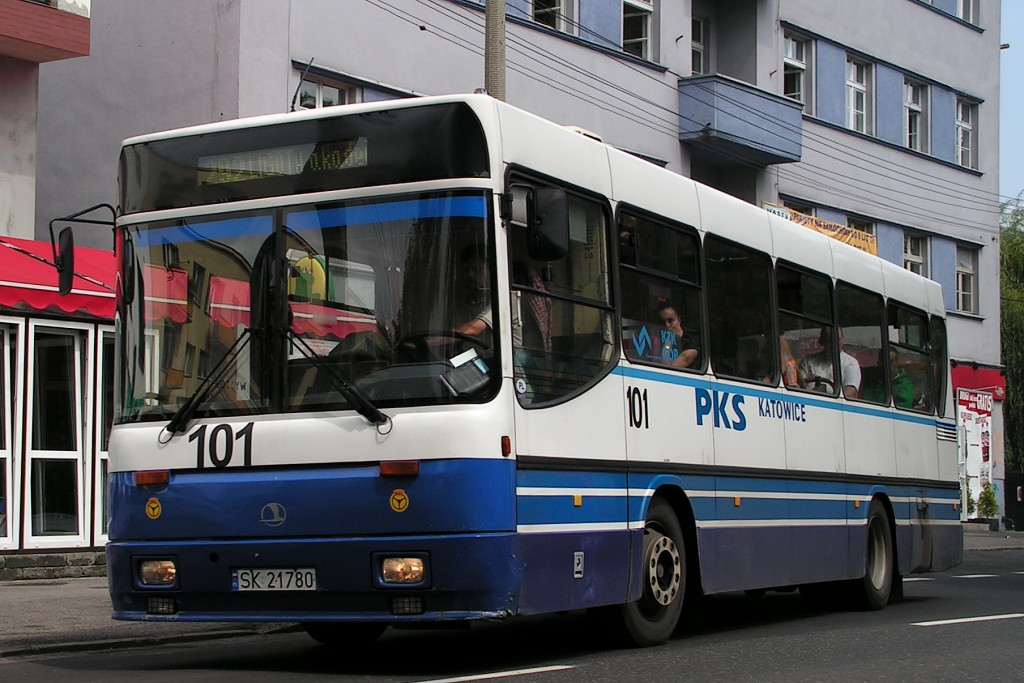
Autosan A1010M „Medium” z PKS Katowice

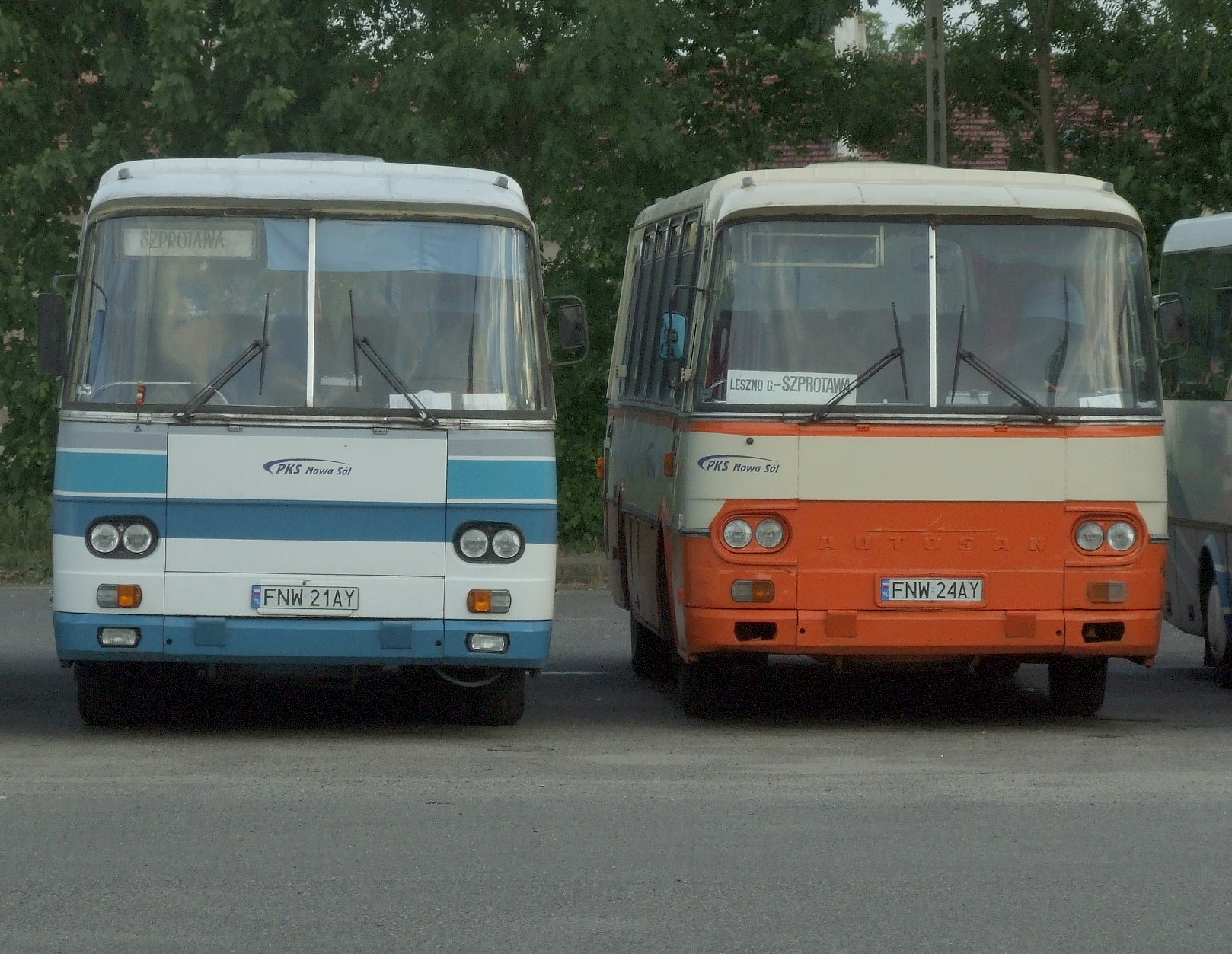
Autobusy Autosan H9-21 z PKS Nowa Sól

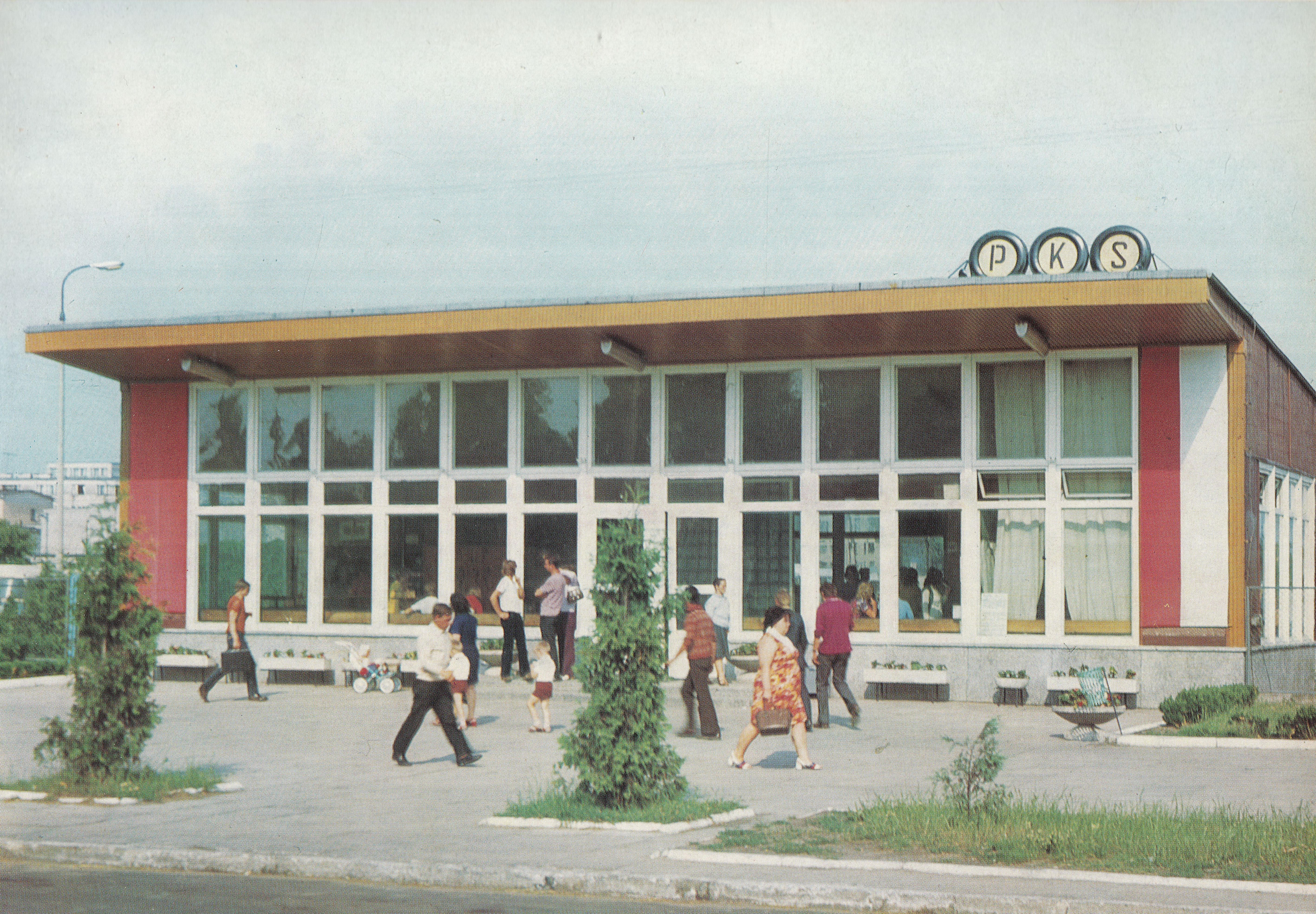
Dworzec PKS w Ostrołęce, lata 70.

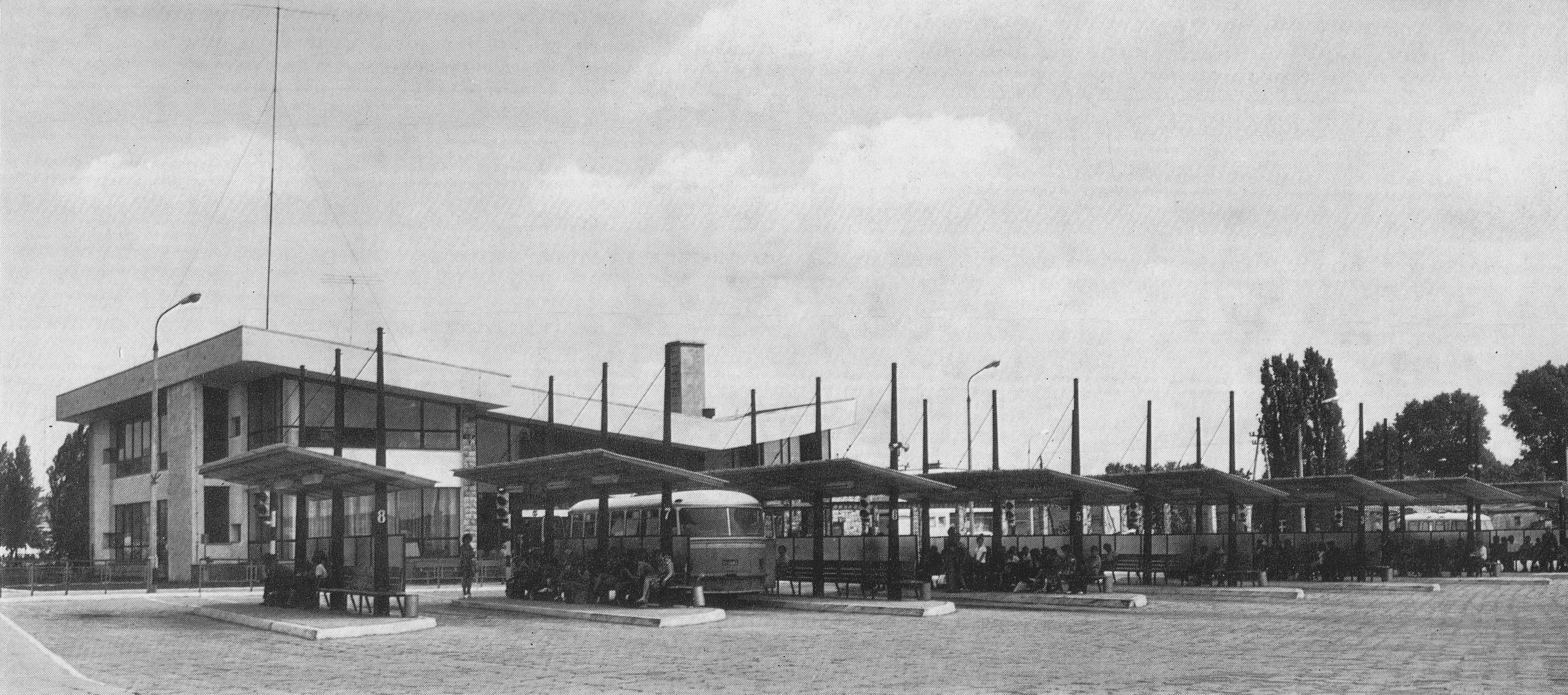
Perony dworca PKS w Pułtusku, lata 70.

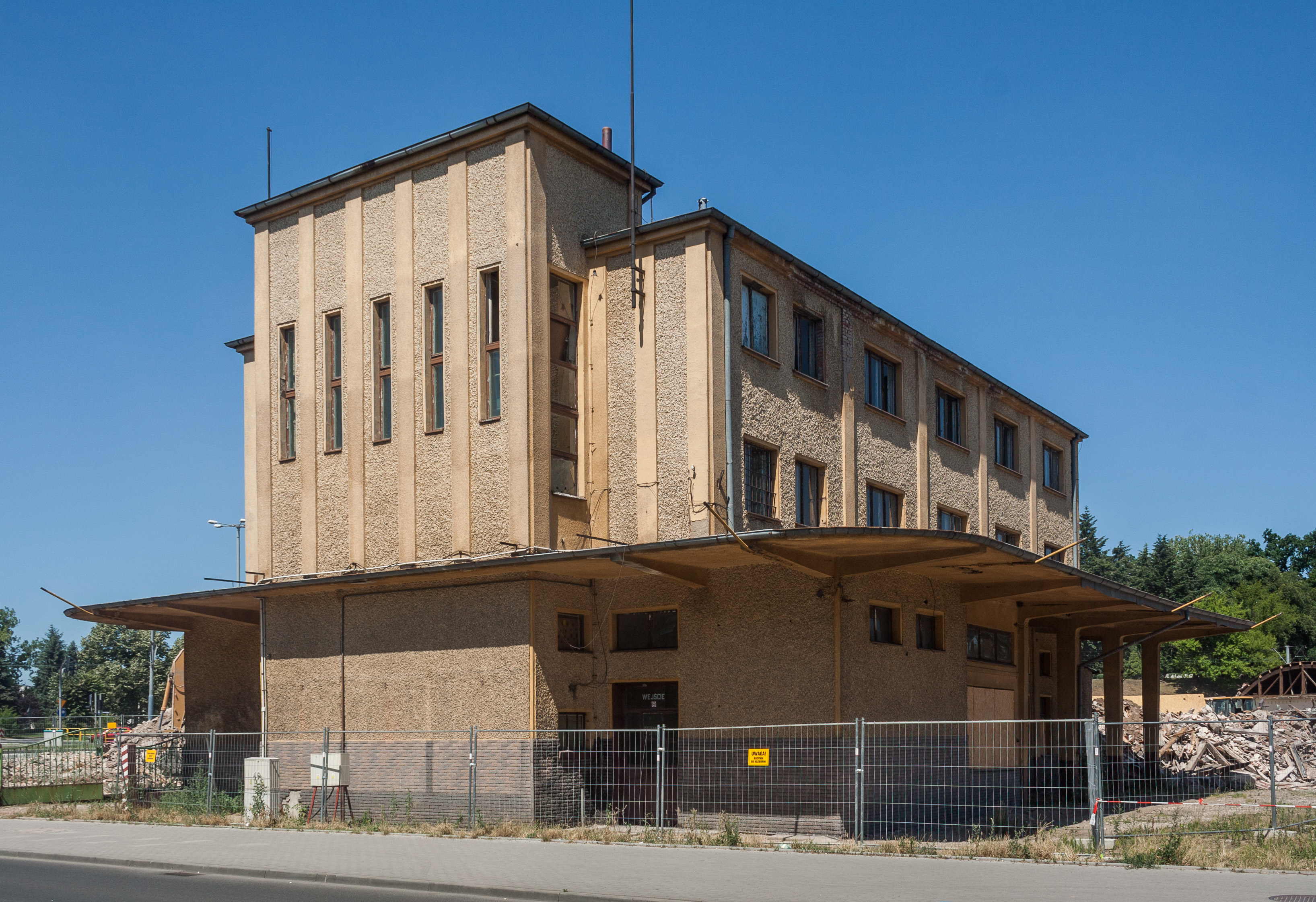
Niezachowany dworzec PKS w Toruniu z 1938 roku

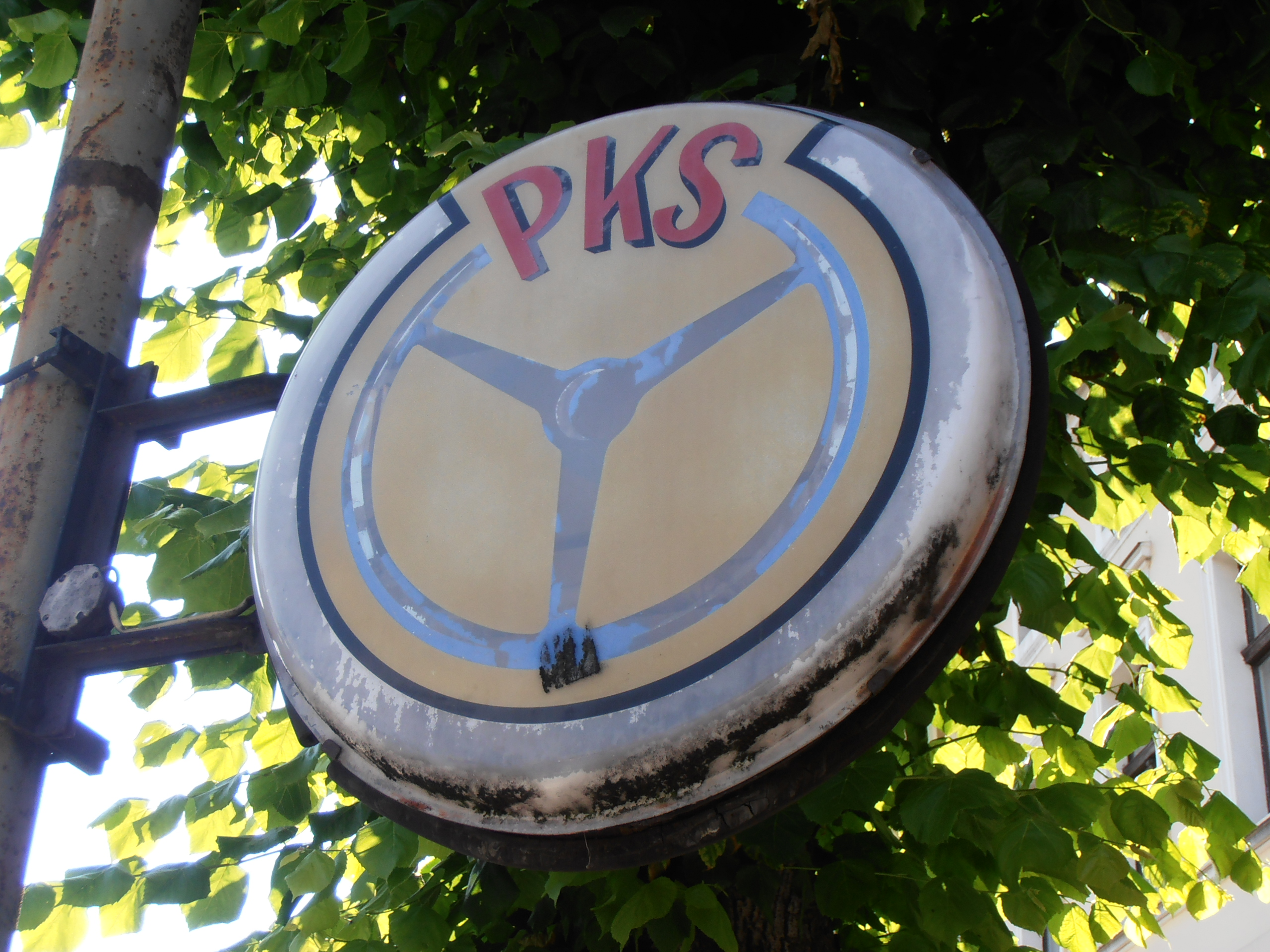
Oznaczenie przystanków PKS

Państwowa Komunikacja Samochodowa (PKS), w latach 1983–1990 Krajowa Państwowa Komunikacja Samochodowa (KPKS) – polskie państwowe przedsiębiorstwo usługowe zajmujące się transportem publicznym.
Utworzone zostało w 1945 roku i do lat 90. było jedynym państwowym przewoźnikiem o zasięgu ogólnokrajowym (poza międzynarodowymi liniami autokarowymi PKS, m.in. wycieczki do Europy Zachodniej). W 1990 roku przedsiębiorstwo podzielono na 176 przedsiębiorstw. Część podmiotów została zlikwidowana, przebranżowiła się, uległa konsolidacji bądź prywatyzacji.

## Historia
W kwietniu 1945 powołano w Warszawie Państwowy Urząd Samochodowy, z którego wyłonione zostały Wojewódzkie Urzędy Samochodowe. 1 lipca 1945 PUS w Warszawie zawiadomił Wojewódzkie Urzędy Samochodowe o wydzieleniu organizacji samochodowej pod nazwą Państwowa Komunikacja Samochodowa.
Struktury terenowe PKS tworzono m.in. w oparciu o demobilizowane po II wojnie światowej jednostki samochodowe Wojska Polskiego (np. Samodzielny Samochodowy Pułk Rządu, 1 Pułk Samochodowy, 1 Samodzielny Batalion Samochodowy).
Podstawą do prawnego usamodzielnienia się przedsiębiorstwa był dekret Rady Ministrów z dnia 16 stycznia 1946 o utworzeniu przedsiębiorstwa państwowego „Państwowa Komunikacja Samochodowa” (Dz.U. z 1946 r. nr 4, poz. 31).
Pierwsze przewozy pasażerskie odbywały się za pomocą samochodów ciężarowych, adaptowanych do przewozu osób.
Do lat 80. PKS obsługiwało niemal całość autobusowego transportu podmiejskiego i dalekobieżnego oraz przewóz towarów samochodami ciężarowymi. Oprócz PKS pozamiejskim transportem osób zajmowały się trzy spółdzielnie: Krajowa Spółdzielnia Komunikacyjna w Poznaniu, Spółdzielnia Pracy Kierowców i Pracowników Samochodowych „Autonaprawa” w Zamościu i Spółdzielnia Pracy Transportowo-Spedycyjna „Transped” w Lublinie.
Od 1960 r. przedsiębiorstwa PKS były przyporządkowane wojewódzkim radom narodowym i działały w Zjednoczeniu Państwowej Komunikacji Samochodowej. W Zjednoczeniu tym działały także Przedsiębiorstwo Międzynarodowych Przewozów Samochodowych „Pekaes” i Przedsiębiorstwo Spedycji Krajowej.
W latach 80. nastąpił pierwszy podział spółki na przedsiębiorstwa autobusowe (obsługujące ruch regionalny i w ograniczonym zakresie podmiejski, a w małych miastach miejski) oraz branżowe spółki zajmujące się przewozami samochodami ciężarowymi.
Zjednoczenie Państwowej Komunikacji Samochodowej uległo likwidacji 1 stycznia 1982 roku, tak jak wszystkie inne zjednoczenia. W 1983 roku istniały w statusie samodzielnego przedsiębiorstwa państwowego następujące Przedsiębiorstwa Komunikacji Samochodowej w (we): Białymstoku, Bydgoszczy, Gdańsku, Katowicach, Kielcach, Koszalinie, Krakowie, Lublinie, Łodzi, Olsztynie, Opolu, Poznaniu, Rzeszowie, Szczecinie, Warszawie, Wrocławiu, Zielonej Górze, odpowiednio do dawnych 17 województw. 28 lutego 1983 14 z 17 przedsiębiorstw PKS dobrowolnie zrzeszyło się w przedsiębiorstwo państwowe Krajowa Państwowa Komunikacja Samochodowa. Do Krajowej Państwowej Komunikacji Samochodowej nie przystąpiły przedsiębiorstwa PKS w: Koszalinie, Olsztynie i Warszawie.
W wyniku transformacji ustrojowej przedsiębiorstwo Krajowa Państwowa Komunikacja Samochodowa oraz pozostałe 3 przedsiębiorstwa PKS podzielono w 1990 roku na 176 przedsiębiorstw, w celu zwiększenia wydajności (podobnie jak w przypadku Wojewódzkich Przedsiębiorstw Komunikacyjnych w komunikacji miejskiej).
Po 1992 r. część spośród przedsiębiorstw PKS należących do Skarbu Państwa używało lub nadal używa nazwy Przedsiębiorstwo Państwowej Komunikacji Samochodowej (PPKS).
1 października 1996 przekazane zostały kompetencje organu założycielskiego z Ministerstwa Transportu i Gospodarki Morskiej do wojewodów.
Na koniec września 2011 roku 147 spółek wywodziło się z dawnej struktury PKS: PPKS Koło (w likwidacji), 35 jednoosobowych spółek skarbu państwa, 42 przedsiębiorstwa samorządowe, 49 spółek pracowniczych, 21 prywatnych (przejęte przez Mobilis, Veolia czy Arriva Bus Transportation). Zmniejszona liczba firm była z jednej strony przyczyną de facto likwidacji spółek, wskutek konkurencji lub innych przyczyn, a z drugiej strony wchłonięciu przez inne spółki (jak np. w przypadku PKS Żyrardów, PKS Skierniewice czy PKS Nowy Dwór Mazowiecki), bądź syntezy (PKS Kraków czy PKS Brodnica). Upadłe spółki często oddawały umowy na przewozy oraz kapitał (dworce, autobusy) oraz pracowników, innym firmom w ramach umowy, co traktowane było jak pewnego rodzaju przejęcie, co dotyczyło zarówno „przejęć” przez inne firmy PKS (np. PKS Radomsko przejęło umowy i kapitał PKS Końskie), czy też spółki komercyjne (PKS Ciechanów wraz z podległym PKS Płońsk „przejęty” przez Sanimax-Transport).
W 2017 roku Skarb Państwa był właścicielem tylko 13 spółek, a w 2020 r. wyłącznie PKS Częstochowa, Polbus-PKS, PKS Polonus, PKS w Ostrowcu Świętokrzyskim i PKS w Ostrowie Wielkopolskim, a także posiadał mniejszościowe udziały w PKS w Zielonej Górze, PKS w Wołowie, PKS w Katowicach, PKS w Dębicy, PKS w Mrągowie i PKS-IWOPOL w Skarżysku Kamiennej. W tym też roku ogłoszono plan powiązania tych przedsiębiorstw z Grupą PKP jako Polska Komunikacja Samochodowa.
Popularność skrótu PKS wykorzystali również niektórzy przedsiębiorcy prywatni, którzy tworząc nowe przedsiębiorstwa, nadali im nazwy pozwalające na stworzenie takiego skrótu. Przykładowo firma Prywatna Komunikacja Samochodowa, K. A. R. Szostek (skrót PKS Straszydle) ze wsi Straszydle w województwie podkarpackim.

## Przedsiębiorstwa Państwowej Komunikacji Samochodowej
Po podziale w 1990 r., przed przystąpieniem do dalszych przekształceń, działały następujące przedsiębiorstwa:
- Przedsiębiorstwo Państwowej Komunikacji Samochodowej w Bartoszycach
- Przedsiębiorstwo Państwowej Komunikacji Samochodowej w Bełchatowie
- Przedsiębiorstwo Państwowej Komunikacji Samochodowej w Będzinie
- Przedsiębiorstwo Państwowej Komunikacji Samochodowej w Białej Podlaskiej
- Przedsiębiorstwo Państwowej Komunikacji Samochodowej w Białymstoku

2 stycznia 2017 r. przejęcie spółek PKS w Łomży Sp. z o.o., PKS w Siemiatyczach Sp. z o.o., PKS w Suwałkach S.A., PKS w Zambrowie Sp. z o.o. oraz zmiana nazwy spółki na Podlaska Komunikacja Samochodowa NOVA S.A.
- Przedsiębiorstwo Państwowej Komunikacji Samochodowej w Bielsku Podlaskim

przejęcie przez Ariva Bus Transport
- Przedsiębiorstwo Państwowej Komunikacji Samochodowej w Bielsku-Białej
- Przedsiębiorstwo Państwowej Komunikacji Samochodowej w Biłgoraju
- Przedsiębiorstwo Państwowej Komunikacji Samochodowej w Bolesławcu
- Przedsiębiorstwo Państwowej Komunikacji Samochodowej w Brodnicy

przekształcony 12 kwietnia 2012 roku przez połączenie z PKS w Inowrocławiu S.A., PKS w Lipnie sp. z o.o. oraz PKS we Włocławku Sp. z o.o. w Kujawsko-Pomorski Transport Samochodowy S.A.
- Przedsiębiorstwo Państwowej Komunikacji Samochodowej w Brzegu
- Przedsiębiorstwo Państwowej Komunikacji Samochodowej w Brzozowie

3 marca 2008 r. w wyniku połączenia trzech spółek przekształcony w oddział Veolia Transport Bieszczady Sp. z o.o.
- Przedsiębiorstwo Państwowej Komunikacji Samochodowej w Busku-Zdroju
- Przedsiębiorstwo Państwowej Komunikacji Samochodowej w Bydgoszczy
- Przedsiębiorstwo Państwowej Komunikacji Samochodowej w Bytowie
- Przedsiębiorstwo Państwowej Komunikacji Samochodowej w Chełmie
- Przedsiębiorstwo Państwowej Komunikacji Samochodowej w Chojnicach
- Przedsiębiorstwo Państwowej Komunikacji Samochodowej w Chrzanowie
- Przedsiębiorstwo Państwowej Komunikacji Samochodowej w Ciechanowie
- Przedsiębiorstwo Państwowej Komunikacji Samochodowej w Cieszynie
- Przedsiębiorstwo Państwowej Komunikacji Samochodowej w Częstochowie
- Przedsiębiorstwo Państwowej Komunikacji Samochodowej w Człuchowie
- Przedsiębiorstwo Państwowej Komunikacji Samochodowej w Dębicy
- Przedsiębiorstwo Państwowej Komunikacji Samochodowej w Dzierzgoniu
- Przedsiębiorstwo Państwowej Komunikacji Samochodowej w Dzierżoniowie
- Przedsiębiorstwo Państwowej Komunikacji Samochodowej w Elblągu
- Przedsiębiorstwo Państwowej Komunikacji Samochodowej w Garwolinie
- Przedsiębiorstwo Państwowej Komunikacji Samochodowej w Gdańsku
- Przedsiębiorstwo Państwowej Komunikacji Samochodowej w Gdyni
- Przedsiębiorstwo Państwowej Komunikacji Samochodowej w Gliwicach
- Przedsiębiorstwo Państwowej Komunikacji Samochodowej w Głogowie
- Przedsiębiorstwo Państwowej Komunikacji Samochodowej w Głubczycach
- Przedsiębiorstwo Państwowej Komunikacji Samochodowej w Gnieźnie
- Przedsiębiorstwo Państwowej Komunikacji Samochodowej w Gorlicach
- Przedsiębiorstwo Państwowej Komunikacji Samochodowej w Gorzowie Wielkopolskim
- Przedsiębiorstwo Państwowej Komunikacji Samochodowej w Gostyninie
- Przedsiębiorstwo Państwowej Komunikacji Samochodowej w Grodzisku Mazowieckim
- Przedsiębiorstwo Państwowej Komunikacji Samochodowej w Grójcu
- Przedsiębiorstwo Państwowej Komunikacji Samochodowej w Grudziądzu
- Przedsiębiorstwo Państwowej Komunikacji Samochodowej w Gryficach
- Przedsiębiorstwo Państwowej Komunikacji Samochodowej w Hrubieszowie
- Przedsiębiorstwo Państwowej Komunikacji Samochodowej w Iławie
- Przedsiębiorstwo Państwowej Komunikacji Samochodowej w Inowrocławiu
- Przedsiębiorstwo Państwowej Komunikacji Samochodowej w Jarosławiu
- Przedsiębiorstwo Państwowej Komunikacji Samochodowej w Jaśle
- Przedsiębiorstwo Państwowej Komunikacji Samochodowej w Jeleniej Górze
- Przedsiębiorstwo Państwowej Komunikacji Samochodowej w Jędrzejowie
- Przedsiębiorstwo Państwowej Komunikacji Samochodowej w Kaliszu
- Przedsiębiorstwo Państwowej Komunikacji Samochodowej w Kamiennej Górze
- Przedsiębiorstwo Państwowej Komunikacji Samochodowej w Kamieniu Pomorskim
- Przedsiębiorstwo Państwowej Komunikacji Samochodowej w Katowicach
- Przedsiębiorstwo Państwowej Komunikacji Samochodowej w Kędzierzynie-Koźlu

3 marca 2008 r. w wyniku połączenia dwóch spółek przekształcony w oddział Veolia Transport Opolszczyzna Sp. z o.o., w 2017 działalność zawieszona przez Arriva Bus
- Przedsiębiorstwo Państwowej Komunikacji Samochodowej w Kętrzynie

przekształcenie w Veolia Transport Kętrzyn sp. z o.o., 2 lutego 2009 r. przekształcony przez połączenie z Veolia Transport Bielsk-Podlaski w Veolia Transport Mazury sp. z o.o.
- Przedsiębiorstwo Państwowej Komunikacji Samochodowej w Kielcach
- Przedsiębiorstwo Państwowej Komunikacji Samochodowej w Kluczborku
- Przedsiębiorstwo Państwowej Komunikacji Samochodowej w Kłodzku
- Przedsiębiorstwo Państwowej Komunikacji Samochodowej w Kole
- Przedsiębiorstwo Państwowej Komunikacji Samochodowej w Kołobrzegu
- Przedsiębiorstwo Państwowej Komunikacji Samochodowej w Koninie
- Przedsiębiorstwo Państwowej Komunikacji Samochodowej w Końskich
- Przedsiębiorstwo Państwowej Komunikacji Samochodowej w Koszalinie
- Przedsiębiorstwo Państwowej Komunikacji Samochodowej w Kozienicach
- Przedsiębiorstwo Państwowej Komunikacji Samochodowej w Krakowie
- Przedsiębiorstwo Państwowej Komunikacji Samochodowej w Krasnymstawie
- Przedsiębiorstwo Państwowej Komunikacji Samochodowej w Kraśniku
- Przedsiębiorstwo Państwowej Komunikacji Samochodowej w Krośnie
- Przedsiębiorstwo Państwowej Komunikacji Samochodowej w Kutnie
- Przedsiębiorstwo Państwowej Komunikacji Samochodowej w Kwidzynie
- Przedsiębiorstwo Państwowej Komunikacji Samochodowej w Legnicy
- Przedsiębiorstwo Państwowej Komunikacji Samochodowej w Lesznie
- Przedsiębiorstwo Państwowej Komunikacji Samochodowej w Leżajsku
- Przedsiębiorstwo Państwowej Komunikacji Samochodowej w Limanowej
- Przedsiębiorstwo Państwowej Komunikacji Samochodowej w Lipnie
- Przedsiębiorstwo Państwowej Komunikacji Samochodowej w Lubaniu Śląskim
- Przedsiębiorstwo Państwowej Komunikacji Samochodowej w Lubinie
- Przedsiębiorstwo Państwowej Komunikacji Samochodowej w Lublinie
- Przedsiębiorstwo Państwowej Komunikacji Samochodowej w Lublińcu
- Przedsiębiorstwo Państwowej Komunikacji Samochodowej w Łańcucie
- Przedsiębiorstwo Państwowej Komunikacji Samochodowej w Łęczycy
- Przedsiębiorstwo Państwowej Komunikacji Samochodowej w Łodzi
- Przedsiębiorstwo Państwowej Komunikacji Samochodowej w Łomży

2 stycznia 2017 r. spółka przejęta przez PKS w Białymstoku S.A. wraz ze spółkami PKS w Siemiatyczach Sp. z o.o., PKS w Suwałkach S.A., PKS w Zambrowie Sp. z o.o. oraz zmiana nazwy spółki na Podlaska Komunikacja Samochodowa NOVA S.A. i przekształcenie w oddział
- Przedsiębiorstwo Państwowej Komunikacji Samochodowej w Łosicach
- Przedsiębiorstwo Państwowej Komunikacji Samochodowej w Łukowie
- Przedsiębiorstwo Państwowej Komunikacji Samochodowej w Miechowie
- Przedsiębiorstwo Państwowej Komunikacji Samochodowej w Mielcu

w lipcu 2007 w wyniku połączenia z PKS Connex Łańcut oraz PKS Connex Sędziszów Małopolski przekształcony w Veolia Transport Podkarpacie, w 2017 działalność zawieszona przez Arriva Bus
- Przedsiębiorstwo Państwowej Komunikacji Samochodowej w Międzyrzecu Podlaskim
- Przedsiębiorstwo Państwowej Komunikacji Samochodowej w Mińsku Mazowieckim
- Przedsiębiorstwo Państwowej Komunikacji Samochodowej w Mławie
- Przedsiębiorstwo Państwowej Komunikacji Samochodowej w Mrągowie
- Przedsiębiorstwo Państwowej Komunikacji Samochodowej w Myszkowie
- Przedsiębiorstwo Państwowej Komunikacji Samochodowej w Myślenicach
- Przedsiębiorstwo Państwowej Komunikacji Samochodowej w Myśliborzu
- Przedsiębiorstwo Państwowej Komunikacji Samochodowej w Namysłowie
- Przedsiębiorstwo Państwowej Komunikacji Samochodowej w Nowej Soli
- Przedsiębiorstwo Państwowej Komunikacji Samochodowej w Nowym Dworze Mazowieckim
- Przedsiębiorstwo Państwowej Komunikacji Samochodowej w Nowym Sączu
- Przedsiębiorstwo Państwowej Komunikacji Samochodowej w Nowym Targu
- Przedsiębiorstwo Państwowej Komunikacji Samochodowej w Nysie
- Przedsiębiorstwo Państwowej Komunikacji Samochodowej w Olkuszu
- Przedsiębiorstwo Państwowej Komunikacji Samochodowej w Olsztynie
- Przedsiębiorstwo Państwowej Komunikacji Samochodowej w Oławie
- Przedsiębiorstwo Państwowej Komunikacji Samochodowej w Opocznie
- Przedsiębiorstwo Państwowej Komunikacji Samochodowej w Opolu
- Przedsiębiorstwo Państwowej Komunikacji Samochodowej w Opolu Lubelskim
- Przedsiębiorstwo Państwowej Komunikacji Samochodowej w Ostrołęce
- Przedsiębiorstwo Państwowej Komunikacji Samochodowej w Ostrowcu Świętokrzyskim
- Przedsiębiorstwo Państwowej Komunikacji Samochodowej w Ostródzie
- Przedsiębiorstwo Państwowej Komunikacji Samochodowej w Ostrowie Wielkopolskim
- Przedsiębiorstwo Państwowej Komunikacji Samochodowej w Oświęcimiu
- Przedsiębiorstwo Państwowej Komunikacji Samochodowej w Pabianicach
- Przedsiębiorstwo Państwowej Komunikacji Samochodowej w Piasecznie
- Przedsiębiorstwo Państwowej Komunikacji Samochodowej w Pile
- Przedsiębiorstwo Państwowej Komunikacji Samochodowej w Piotrkowie Trybunalskim
- Przedsiębiorstwo Państwowej Komunikacji Samochodowej w Piszu
- Przedsiębiorstwo Państwowej Komunikacji Samochodowej w Płocku
- Przedsiębiorstwo Państwowej Komunikacji Samochodowej w Poznaniu
- Przedsiębiorstwo Państwowej Komunikacji Samochodowej w Prudniku

3 marca 2008 r. w wyniku połączenia dwóch spółek przekształcony w oddział Veolia Transport Opolszczyzna Sp. z o.o., w 2017 działalność zawieszona przez Arriva Bus
- Przedsiębiorstwo Państwowej Komunikacji Samochodowej w Przasnyszu
- Przedsiębiorstwo Państwowej Komunikacji Samochodowej w Przemyślu
- Przedsiębiorstwo Państwowej Komunikacji Samochodowej w Pszczynie
- Przedsiębiorstwo Państwowej Komunikacji Samochodowej w Puławach
- Przedsiębiorstwo Państwowej Komunikacji Samochodowej w Raciborzu
- Przedsiębiorstwo Państwowej Komunikacji Samochodowej w Radomiu (do 2022)[21]
- Przedsiębiorstwo Państwowej Komunikacji Samochodowej w Radomsku
- Przedsiębiorstwo Państwowej Komunikacji Samochodowej w Radzyniu Podlaskim
- Przedsiębiorstwo Państwowej Komunikacji Samochodowej w Rybniku
- Przedsiębiorstwo Państwowej Komunikacji Samochodowej w Rzeszowie
- Przedsiębiorstwo Państwowej Komunikacji Samochodowej w Sanoku

3 marca 2008 r. w wyniku połączenia trzech spółek przekształcony w oddział Veolia Transport Bieszczady Sp. z o.o.
- Przedsiębiorstwo Państwowej Komunikacji Samochodowej w Sędziszowie Małopolskim

w lipcu 2007 w wyniku połączenia z PKS Connex Łańcut oraz PKS Connex Mielec przekształcony w Veolia Transport Podkarpacie Sp. z o.o.
- Przedsiębiorstwo Państwowej Komunikacji Samochodowej w Siedlcach
- Przedsiębiorstwo Państwowej Komunikacji Samochodowej w Siemiatyczach

2 stycznia 2017 r. spółka przejęta przez PKS w Białymstoku S.A. wraz ze spółkami PKS w Łomży Sp. z o.o., PKS w Suwałkach S.A., PKS w Zambrowie Sp. z o.o. oraz zmiana nazwy spółki na Podlaska Komunikacja Samochodowa NOVA S.A. i przekształcenie w oddział
- Przedsiębiorstwo Państwowej Komunikacji Samochodowej w Sieradzu
- Przedsiębiorstwo Państwowej Komunikacji Samochodowej w Skarżysku-Kamiennej
- Przedsiębiorstwo Państwowej Komunikacji Samochodowej w Skierniewicach
- Przedsiębiorstwo Państwowej Komunikacji Samochodowej w Słubicach

przekształcenie w Transhand Słubice
- Przedsiębiorstwo Państwowej Komunikacji Samochodowej w Słupsku
- Przedsiębiorstwo Państwowej Komunikacji Samochodowej w Sokołowie Podlaskim
- Przedsiębiorstwo Państwowej Komunikacji Samochodowej w Stalowej Woli
- Przedsiębiorstwo Państwowej Komunikacji Samochodowej w Starachowicach
- Przedsiębiorstwo Państwowej Komunikacji Samochodowej w Stargardzie
- Przedsiębiorstwo Państwowej Komunikacji Samochodowej w Starogardzie Gdańskim
- Przedsiębiorstwo Państwowej Komunikacji Samochodowej w Staszowie
- Przedsiębiorstwo Państwowej Komunikacji Samochodowej w Strzelcach Opolskich
- Przedsiębiorstwo Państwowej Komunikacji Samochodowej w Suchej Beskidzkiej
- Przedsiębiorstwo Państwowej Komunikacji Samochodowej w Suwałkach

2 stycznia 2017 r. spółka przejęta przez PKS w Białymstoku S.A. wraz ze spółkami PKS w Łomży Sp. z o.o., PKS w Siemiatyczach Sp. z o.o., PKS w Zambrowie Sp. z o.o. oraz zmiana nazwy spółki na Podlaska Komunikacja Samochodowa NOVA S.A. i przekształcenie w oddział
- Przedsiębiorstwo Państwowej Komunikacji Samochodowej w Szczecinie
- Przedsiębiorstwo Państwowej Komunikacji Samochodowej w Szczecinku
- Przedsiębiorstwo Państwowej Komunikacji Samochodowej w Szczytnie
- Przedsiębiorstwo Państwowej Komunikacji Samochodowej w Świdnicy
- Przedsiębiorstwo Państwowej Komunikacji Samochodowej w Świdwinie
- Przedsiębiorstwo Państwowej Komunikacji Samochodowej w Tarnobrzegu
- Przedsiębiorstwo Państwowej Komunikacji Samochodowej w Tarnowie
- Przedsiębiorstwo Państwowej Komunikacji Samochodowej w Tczewie
- Przedsiębiorstwo Państwowej Komunikacji Samochodowej w Tomaszowie Lubelskim
- Przedsiębiorstwo Państwowej Komunikacji Samochodowej w Tomaszowie Mazowieckim
- Przedsiębiorstwo Komunikacji Samochodowej w Toruniu

W 2004 roku przy zgodzie Ministerstwa Skarbu Państwa zostało kupione przez francuską firmę Connex
- Przedsiębiorstwo Państwowej Komunikacji Samochodowej w Turku
- Przedsiębiorstwo Państwowej Komunikacji Samochodowej w Tychach
- Przedsiębiorstwo Państwowej Komunikacji Samochodowej w Wadowicach
- Przedsiębiorstwo Państwowej Komunikacji Samochodowej w Wałbrzychu
- Przedsiębiorstwo Państwowej Komunikacji Samochodowej w Wałczu
- Przedsiębiorstwo Państwowej Komunikacji Samochodowej w Warszawie
- Przedsiębiorstwo Państwowej Komunikacji Samochodowej w Wejherowie
- Przedsiębiorstwo Państwowej Komunikacji Samochodowej w Wieluniu
- Przedsiębiorstwo Państwowej Komunikacji Samochodowej we Włocławku
- Przedsiębiorstwo Państwowej Komunikacji Samochodowej we Włodawie
- Przedsiębiorstwo Państwowej Komunikacji Samochodowej w Wodzisławiu Śląskim
- Przedsiębiorstwo Państwowej Komunikacji Samochodowej w Wołowie
- Przedsiębiorstwo Państwowej Komunikacji Samochodowej we Wrocławiu
- Przedsiębiorstwo Państwowej Komunikacji Samochodowej w Zakopanem
- Przedsiębiorstwo Państwowej Komunikacji Samochodowej w Zambrowie

2 stycznia 2017 r. spółka przejęta przez PKS w Białymstoku S.A. wraz ze spółkami PKS w Łomży Sp. z o.o., PKS w Siemiatyczach Sp. z o.o., PKS w Suwałkach S.A., oraz zmiana nazwy spółki na Podlaska Komunikacja Samochodowa NOVA S.A. i przekształcenie w oddział
- Przedsiębiorstwo Państwowej Komunikacji Samochodowej w Zamościu
- Przedsiębiorstwo Państwowej Komunikacji Samochodowej w Zawierciu
- Przedsiębiorstwo Państwowej Komunikacji Samochodowej w Zduńskiej Woli
- Przedsiębiorstwo Państwowej Komunikacji Samochodowej w Zgorzelcu
- Przedsiębiorstwo Państwowej Komunikacji Samochodowej w Zielonej Górze
- Przedsiębiorstwo Państwowej Komunikacji Samochodowej w Żarach

PKS Żary S.A. połączył się z PKS Gliwice Sp. z o.o. i wydzielił osobny podmiot do prowadzenia komunikacji publicznej – „Feniks V” Sp. z o.o.
- Przedsiębiorstwo Państwowej Komunikacji Samochodowej w Żyrardowie
- Przedsiębiorstwo Państwowej Komunikacji Samochodowej w Żywcu